# Chris Moffat
Chris Moffat (* 22. September 1979 in Calgary, Alberta) ist ein ehemaliger kanadischer Rennrodler.
Chris Moffat betreibt seit 1991 Rennrodeln. Er ist sowohl im Einsitzer als auch im Doppelsitzer unterwegs. Größere Erfolge erreichte er bislang im Doppelsitzer. Zunächst trat er hier mit Eric Pothier an. Im Gesamtweltcup der Saison 1999/2000 wurde das Duo 13., bei der Europameisterschaft in Winterberg Zwölfter im Doppel und Neunter mit dem Team. Die Rennrodel-Weltmeisterschaften 2000 in St. Moritz beendeten sie als Zehnte, ebenso den Gesamtweltcup 2000/01. Sehr erfolgreich waren Moffat/Porthier bei den Olympischen Spielen 2002 von Salt Lake City, wo sie Fünfte wurden. Im Einzel belegte er den 14. Rang.
Nach den Olympischen Spielen bildete er mit seinem jüngeren Bruder Mike Moffat ein neues Team, dessen Partner Grant Albrecht startete nun mit Pothier. Zunächst waren Albrecht/Porthier das etwas erfolgreichere Duo. Moffat/Moffat gehörten seit der Saison 2005/06 wieder zur erweiterten Weltspitze. Beide wurden Elfte des Gesamtweltcups und Neunte bei den Olympischen Spielen 2006. Auch die Gesamtwertung 2006/07 beendeten sie als Zehnte, die Rennrodel-Weltmeisterschaften 2007 als Zwölfte.  In der Gesamtwertung des Weltcups 2007/08 wurde das Doppel 14. Bestes Saisonresultat war Platz neun in Altenberg. In Königssee wurde er im Teamwettbewerb Zweiter. Bei den Rennrodel-Weltmeisterschaften 2008 in Oberhof fuhren Moffat/Moffat auf Platz zehn, mit dem kanadischen Team wurden sie Siebte. In der Saison 2008/09 wiederholte das Duo seinen zweiten Rang im Teamwettkampf von Altenberg. In der Gesamtwertung der Doppelsitzer erreichten sie Platz 17, nahmen aber an drei Saisonrennen nicht teil. In den übrigen Rennen platzierten sie sich auf den Rängen zwischen neun und zwölf. Bei der WM 2009 in Lake Placid konnten die Moffats ihren zehnten Platz bestätigen. Bei den Olympischen Spielen 2010 wurden sie Siebte.

## Erfolge

### Weltcupsiege
Teamstaffel
| Nr. | Datum         | Ort            | Bahn                  |
| --- | ------------- | -------------- | --------------------- |
| 1.  | 29. Nov. 2009 | Innsbruck-Igls | Olympia Eiskanal Igls |